# Pauracris tenera
Pauracris tenera är en insektsart som beskrevs av Marius Descamps och Christiane Amédégnato 1972. Pauracris tenera ingår i släktet Pauracris och familjen gräshoppor. Inga underarter finns listade i Catalogue of Life.